# Мара Раденковић
Мара Раденковић (Београд, 24. март 1909 — Београд, 15. јануар 2017) била је професор и српска стогодишњакиња која је у тренутку смрти била најстарија жива особа у Србији.

## Биографија
Мара Раденковић је рођена 24. марта 1909. године у Краљевини Србији. Завршила је гимназију и Филозофски факултет у време када то није било доступно многим женама.
Њен отац Боривоје био је први српски академски сликар који је завршио студије у Паризу. Мара је до своје 68. године живота радила као професор историје и географије, а каријеру је завршила у једној хемијској школи у Београду одакле је отишла у пензију.
Постала је најстарија позната жива особа у Србији, након смрти 112-годишње Јелисавете Вељковић 20. октобра 2016. године. Она је такође била последња жива особа у Србији рођена у деценији 1900-их.
Преминула је у Београду, 15. јануара 2017. године у доби од 107 година и 297 дана. Након њене смрти, тада 106-годишња Даринка Јандрић постала је најстарија позната жива особа у Србији.